# Layer Cake
Layer Cake is een moderne Britse gangsterfilm uit 2004, geregisseerd door Matthew Vaughn, die de producer was van onder andere Lock, Stock and Two Smoking Barrels en Snatch.

## Verhaal
Het verhaal draait om een succesvolle cocaïnedealer (wiens fictieve naam in de film niet genoemd wordt, in de aftiteling omschreven als 'XXXX'), gespeeld door Daniel Craig. XXXX wil uit de cokebusiness stappen, maar zijn werkgever Jimmy Price (Kenneth Cranham) legt hem voor het verlaten nog een loodzware opdracht op: hij moet de vermiste dochter Charlotte van een oude vriend van Jimmy, Eddie Temple (Michael Gambon), op zien te sporen. Deze ogenschijnlijk makkelijke taak wordt door een aantal factoren bijzonder lastig voor XXXX. Ten eerste moet XXXX samen met zijn partners Gene (Colm Meaney), Morty (George Harris), Terence (Tamer Hassan) en Clarkie (Tom Hardy) een deal afronden met een lompe, onbehouwen en arrogante crimineel, 'The Duke' (Jamie Foreman).
Als XXXX te weten komt dat het om 1.000.000 XTC-pillen gaat, raakt hij enthousiast. Dit enthousiasme verdwijnt snel weer als XXXX van zijn "collega's" Trevor en Shanks te horen krijgt dat de pillen zijn ontvreemd. Dit feit zal XXXX worst wezen, wat hem meer zorgen baart is van wie ze ontvreemd zijn: een groep hardhandige, nationalistische Serviërs, die geen enkel middel schuwen om hun 'cargo' terug te vinden. Alsof dit nog niet genoeg is komt XXXX er ook nog eens achter dat ook hij een gewoon mens is, doordat hij verliefd wordt op de bloedmooie Tammy (Sienna Miller).
Charlotte wordt steeds moeilijker te vinden, XXXX krijgt een samenzwering tegen hem te verwerken en een Servische handlanger zoekt hem voortdurend op, omdat hij zich mengt in het verhandelen van de massale vracht drugs. Hij kan niemand meer vertrouwen en hij wordt genoodzaakt dingen te doen die hij liever niet doet; dit zal zijn ultieme laatste opdracht worden....